# Tutta la notte (Francesco Sarcina)
Tutta la notte è un singolo del cantautore italiano Francesco Sarcina, pubblicato il 7 giugno 2013 come primo estratto dal primo album in studio Io.

## Descrizione
Il brano, scritto dallo stesso interprete insieme a Roberto Vernetti e Michele Clivati, è uno dei due singoli che anticipano l'album Io, primo lavoro da solista di Sarcina uscito nel febbraio del 2014. Nato da un pezzo composto per una sfilata di Roberto Cavalli, il brano è caratterizzato da un ritornello-tormentone.

## Video musicale
Il videoclip vede come protagonista Sarcina nei panni di un neonato circondato da procaci ragazze che lo accudiscono.